# معركة القيروان (1695)
معركة القيروان (1695) حصلت بين محمد باي المرادي و بن شاكر حليف الجزائريين في تونس.

## الخلفية
في عام 1694 احتلت إيالة الجزائر تونس، ونصبت بن شاكر حاكما، وحكم 6 أشهر، أفسد في الأرض فلم تترك جيوشه وقبائله سوقاً لم ينهبوه أو يسلبوه, ولم يعينوا الدولة بشيئ من هذا المال، بل كانوا يدفعونه رواتبا للجنود الجزائريين، فخرب إقتصاد البلد. سئم أهل تونس من ذلك فاستغلت حاشية محمد باي المرادي ذلك وحرضوهم على بن شاكر، ووصلت الرسائل من سوسة والقيروان وتونس إلى محمد باي طالبة منه القدوم ليسترجع عرشه.

## المعركة
انتضر محمد قليلا قبل أن يهاجم، وعندما خرجت القوات الجزائرية، هاجم محمد باي قوات بن شاكر أسفل اسوار القيروان بدعم من القبائل المحلية و تعزيزات من العثمانيين، وذُبحت قوات بن شاكر وأثخن محمد باي فيهم.

## العواقب
استرجعت تونس استقلالها وعاد المراديون للحكم، في حين هرب بن شاكر إلى بلاط السلطان إسماعيل بن الشريف في المغرب، ومع قدوم شهر رمضان ذهب محمد باي إلى تونس، فتح له الناس الأبواب وسط تصفيق وابتهاج، ليتسلم رسميا منصب الباي (مرة أخرى) في يوم 5 ماي 1695. أما الداي فقد هجره شعبان خوجة، فاختبأ في قلعة القصبة لكن الناس وجدوه وشنقوه على جرائمه وشره.
كانت فترة محمد باي مسالمة بعد ذلك وكان هناك أعمال إعمار عدة في تونس بعد أن دمرها حصارين، ولكن الله وحده باقي، فتوفي محمد يوم 14 أكتوبر 1696 وخلفه ابنه رمضان باي.